# 초소형 책

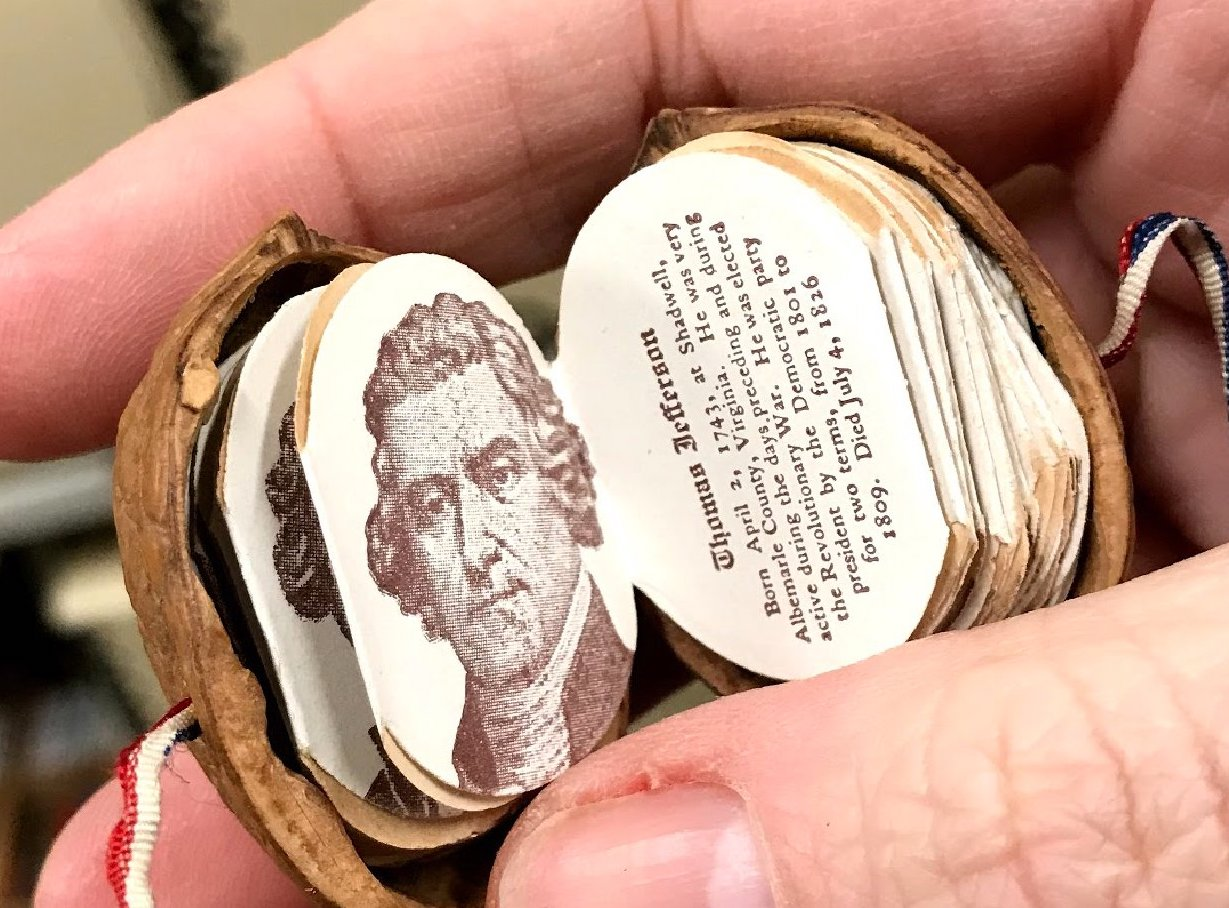
호두껍데기 속 미국 역사와 대통령, 1904년 경

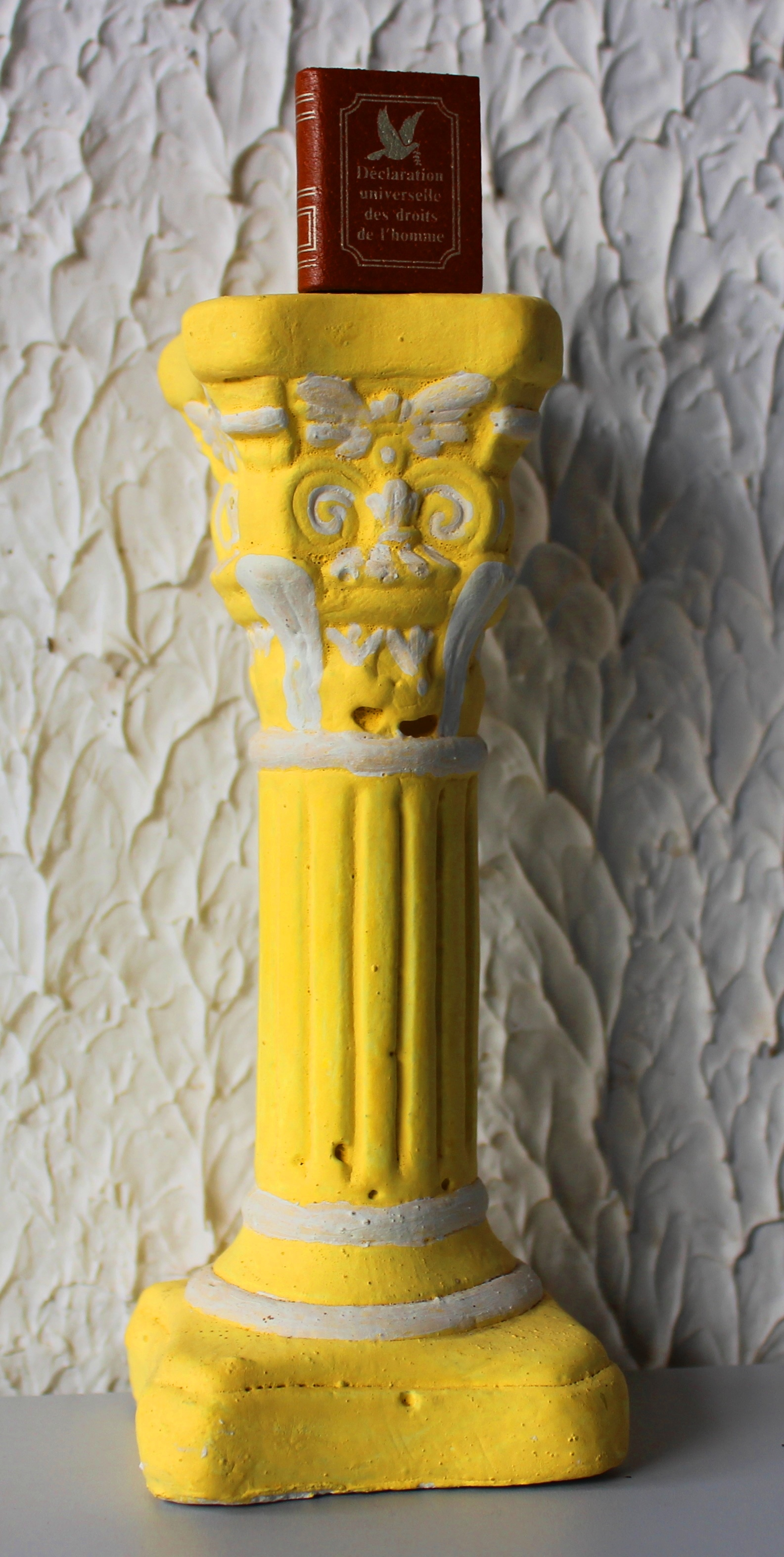
세계 인권 선언

초소형 책 또는 미니어처 북(영어: miniature book)은 아주 작은 책이다. 단순히 작은 책이 아니라 초소형 책이라고 불릴 수 있는 기준은 시간이 지남에 따라 변했다. 오늘날 대부분의 수집가들은 책의 높이, 너비, 두께가 3인치 이하일 때만 초소형 책으로 간주하며, 특히 미국에서 그렇다. 많은 수집가들은 19세기 및 그 이전의 4인치 책들도 초소형 책 범주에 포함된다고 생각한다. 모든 차원에서 3~4인치인 책은 매크로미니어처 북이라고 불린다. 모든 차원에서 1인치 미만인 책은 마이크로미니어처 북이라고 불린다. 모든 차원에서 1/4인치 미만인 책은 울트라 마이크로미니어처 북으로 알려져 있다.

## 역사

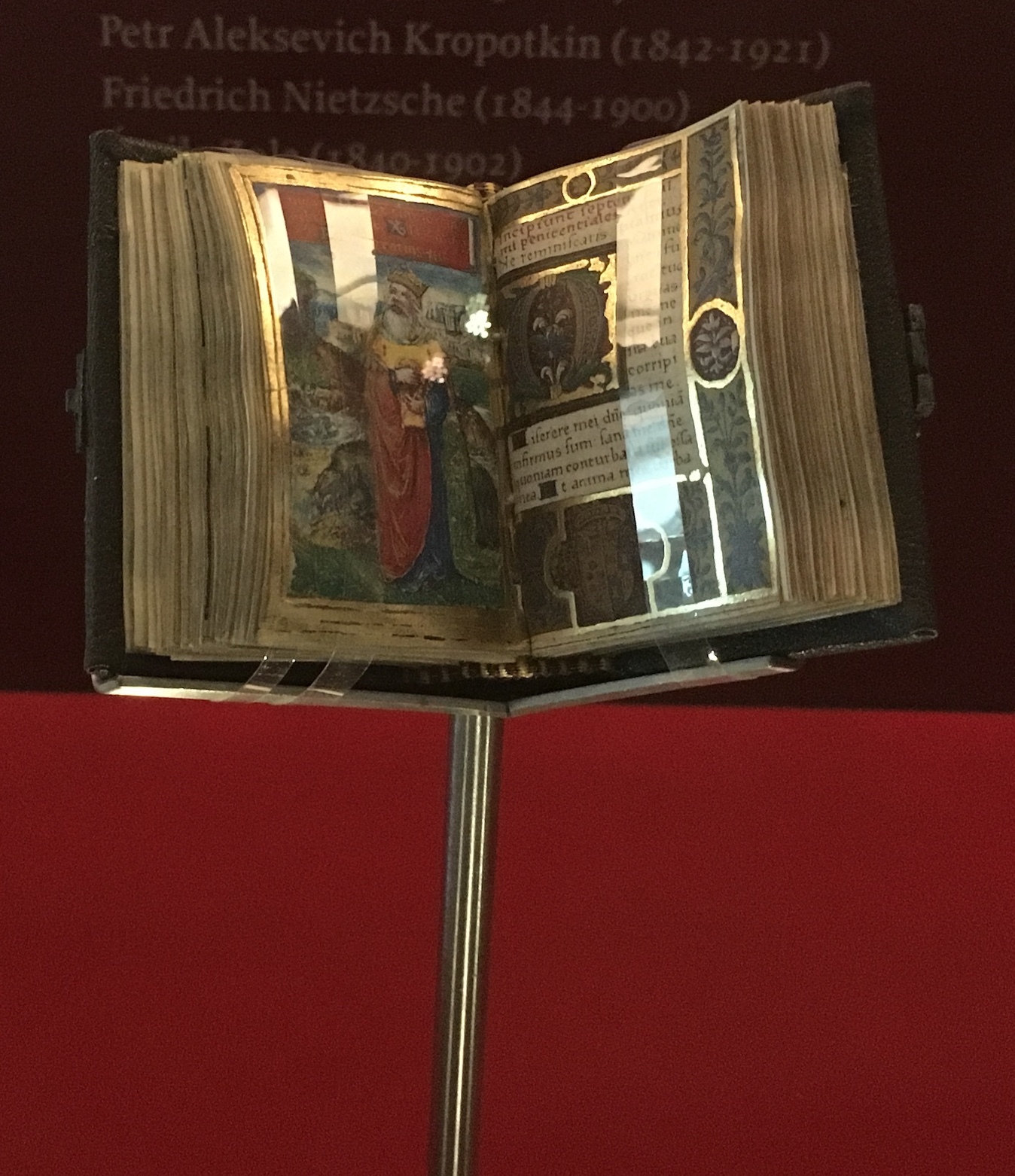
16세기 초소형 시도서. 라자로 갈디아노 미술관, 마드리드, 스페인

초소형 책은 먼 역사까지 거슬러 올라간다. 많은 컬렉션에는 수천 년 전의 설형 문자판과 정교한 중세 시도서가 포함되어 있다. 인쇄 기술이 시작된 지 얼마 지나지 않아 인쇄업자들은 크기의 한계를 시험하기 시작했으며, 16세기에는 약 200권의 초소형 책이 인쇄되었다. 17세기에는 정교한 표본들이 풍부하게 존재한다. 19세기에는 인쇄 기술의 혁신으로 점점 더 작은 활자를 만들 수 있게 되었다. 19세기 내내 정교하고 대중적인 판본의 수가 증가하여 초소형 책의 황금기로 여겨졌다. 일부 초소형 책은 모로코 가죽으로 정교하게 제본되고 금 도금 장식과 훌륭한 목판화, 에칭, 워터마크의 예시를 보여주는 고급 공예품인 반면, 다른 일부는 값싸고 일회용이며 때로는 기능성이 뛰어나 오래 보존될 것으로 기대되지 않는 물품이다. 오늘날 초소형 책은 고급 공예품으로도, 체인 서점에서 판매되는 상업용 제품으로도 생산된다.
초소형 책은 개인적인 편의를 위해 제작되었다. 초소형 책은 조끼 주머니나 여성의 레티큘(작은 손가방)에 쉽게 휴대할 수 있었다. 빅토리아 시대 여성들은 초소형 에티켓 책을 사용하여 사회에서의 정중한 행동에 대한 정보를 미묘하게 파악했다. 에티켓 책과 함께, 빅토리아 시대 여성들은 『리틀 플러트(The Little Flirt)』를 읽으며 장갑, 손수건, 부채, 양산 등 이미 가지고 있는 물건을 사용하여 남성을 유혹하는 방법을 배웠다. 1922년, 200권의 우표 크기 책이 메리 여왕의 초소형 인형의 집에 전시되기 위해 제작되면서 초소형 책은 다시 인기를 얻었다. 메리 여왕의 친척인 마리 루이즈 공주는 현존하는 인형의 집 도서관에 살아있는 작가들이 기여해 줄 것을 요청하기도 했다. 메리 여왕의 발자취를 따라, 많은 초소형 책 수집가들은 자신의 인형의 집 도서관을 위해 초소형 책을 수집하기 시작했다. 초소형 책은 달에도 다녀왔다. 1969년, 아폴로 11호 우주 비행사 버즈 올드린은 달 비행 중에 초소형 책을 소지하고 있었다. 그 책은 우주 비행을 가능하게 한 최초의 액체 추진 로켓을 발명한 로버트 허칭스 고다드의 자서전이었다.
다양한 시기의 인기 있는 초소형 책 유형으로는 성경, 쿠란, 백과사전, 사전, 이중 언어 사전, 단편 소설, 운문, 명연설, 정치 선전, 가이드북, 얼머낵, 동화, 그리고 『완전한 낚시꾼』, 『손자병법』, 『셜록 홈즈』 이야기와 같은 잘 알려진 책들의 소형화 판본이 포함된다. 초소형 책의 매력은 윌리엄 셰익스피어와 같은 저명한 작가들의 작품을 손에 쥐고 있다는 점이었다.

## 주목할 만한 초소형 책

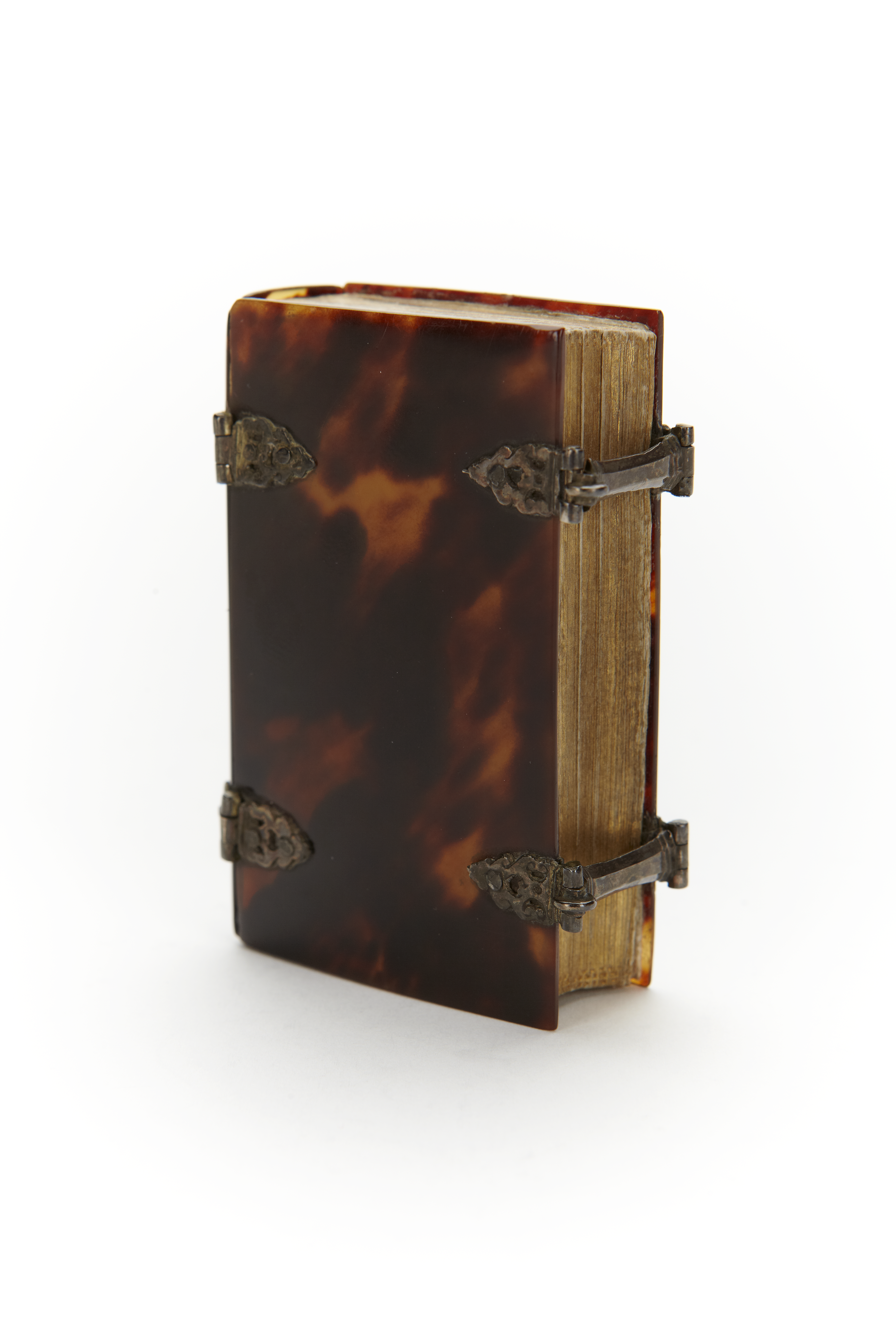
암브로시우스 로브바서: 디 팔메 다비즈: 프란시스 멜로디 테우치 라이멘 브라흐트. 바젤, 1659년 (바다거북껍질로 제본된 초소형 책)

에이브러햄 링컨, 노예 해방 선언 (보스턴: 존 머레이 포브스, 1863). 이 초소형 판본은 이 텍스트의 첫 번째 판이었다. 백만 부가 북군에 배포된 것으로 추정된다.

### 원래 초소형 형태로 출판되지 않은 작품의 초소형 판본

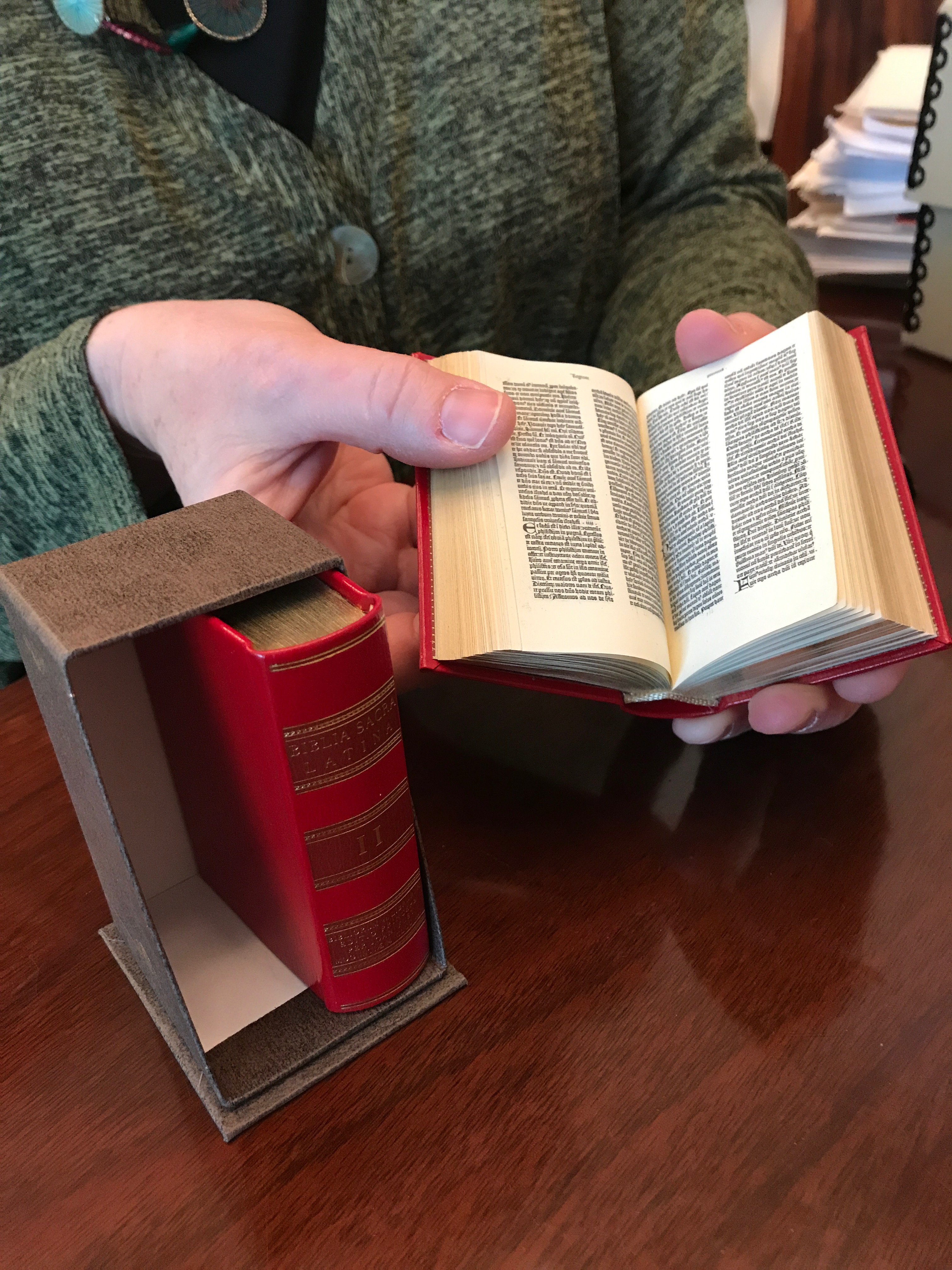
구텐베르크 성경의 초소형 복제판 (라이프치히: 미나투르부크페르락, 2017)

- 다이아몬드 고전 - 윌리엄 피커링이 1819년부터 런던에서 출판[11]
- 릴리푸트-비블리오테크 - 1909년경부터 라이프치히의 슈미트 & 귄터에서 출판
- 비블리오테크 미니어처 - 1918년경부터 파리의 파이오트에서 출판[12][13]
- 컬렉션 비주 - 1920년경부터 파리의 넬슨 출판사에서 출판[13]

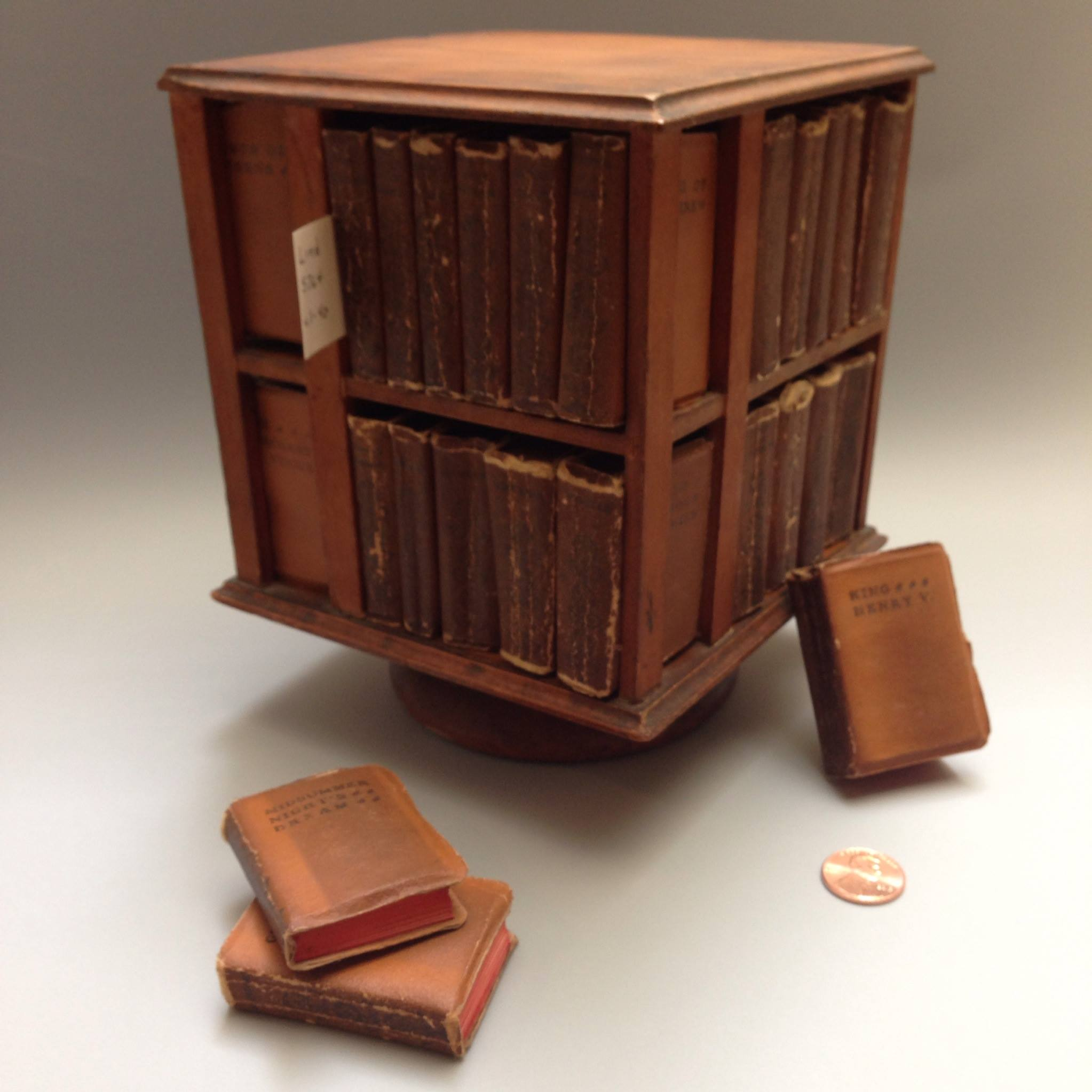
앨런 테리 셰익스피어 글래스고: 데이비드 브라이스와 아들; 뉴욕; 프레더릭 A. 스토크스 회사 [1904]. 셰익스피어 전집 중 가장 작은 판본으로 남아있다. 앨버트 앤 셜리 스몰 특별 컬렉션 도서관. 사진 몰리 슈워츠버그.

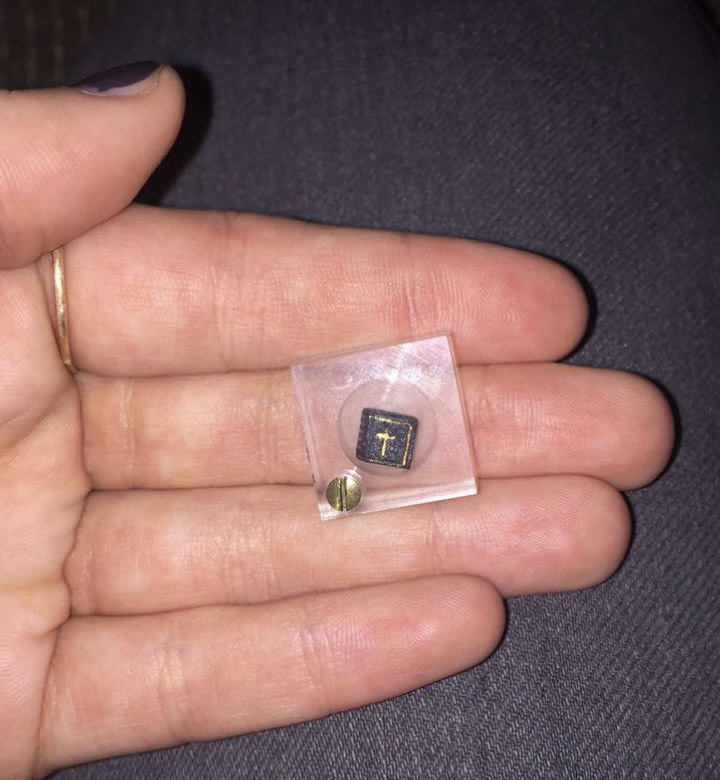
1952년 출판사 발트만 & 피처가 출판한 인기 초소형 책, 주기도문: [7개 언어]. 5 x 5 mm 크기로 "세계에서 가장 작은 책"으로 광고되었다. 여기에 보이는 복사본은 밀스 칼리지 헬러 희귀 도서실, 고급 인쇄 컬렉션에 있다.

- 우크라이나 초소형 헌법
- 엄지 성경

### "세계에서 가장 작은 책"
많은 책들이 출판 당시 세계에서 가장 작은 책이라는 타이틀을 주장했다. 이 타이틀은 가장 작은 전체 크기, 활자를 사용한 가장 작은 책, 가장 작은 인쇄된 책, 육안으로 읽을 수 있는 가장 작은 책 등 다양한 업적에 적용될 수 있다.
750년: 백만탑다라니 또는 '백만탑 다라니'. 또한 가장 초기에 알려진 인쇄물 중 하나로, 이 2-3/8" 높이의 불교 부적은 인쇄되어 두루마리로 말려 미니어처 흰색 탑에 넣어 불교 사찰에 배포되었다. 일본 쇼토쿠 여제의 명령으로 백만 부가 인쇄되었다.
1674년: 블룸-호프예 (암스테르담: 베네딕트 슈미트, 1674). 2세기 이상 동안 이 책은 활자로 인쇄된 가장 작은 책으로 남아있었다.
1878년: 단테, 신곡 (밀라노: 그노키, 1878). 500페이지. 5 cm × 3.5 cm. 파도바의 살민 형제가 조판하고 인쇄했다.
1897년: 갈릴레오 갈릴레이. 갈릴레오 아 마다마 크리스티나 디 로레나 (파도바: 데이 프라텔리 살민, 1897). 150페이지. 이 책은 오늘날까지 활자 인쇄로 만들어진 가장 작은 책으로 남아있다.
1900년: 에드워드 피츠제럴드, 역. 루바이야트 (클리블랜드: 찰스 H. 메이그스, 1900).
1932년: 오마르 하이얌의 장미 정원.
1985년: 올드 킹 콜 (페이즐리: 글레니퍼 프레스, 1985). 높이: 0.9 mm. 20년 동안 이 책은 "오프셋 석판 인쇄로 인쇄된 세계에서 가장 작은 책"이었다.
2001년: 신약성경 (킹 제임스 버전) 캠브리지: M.I.T, (2001). 5 × 5 mm.
2002년: 안톤 체호프, 카멜레온 (옴스크, 시베리아: 아나톨리 코넨코, 1996) 0.9 mm × 0.9 mm.
2006년: 러시아어 및 로마자 ABC 책 (옴스크, 시베리아: 아나톨리 코넨코, 1996). 0.8 mm × 0.8 mm
2007년: 순무 마을의 작은 테드 (카테고리: 인쇄된 책 중 세계에서 가장 작은 복제본. 낱장, 코덱스 형식이 아님.) 0.07 × 0.10 mm
2016년: 블라디미르 아니스킨, [제목 없음] (러시아: 블라디미르 아니스킨, 2016). "이 초소형 책은 여러 페이지로 구성되어 있으며, 각 페이지는 단지 밀리미터의 아주 작은 부분만 측정한다: 페이지의 정확한 크기는 70 × 90 마이크로미터 또는 0.07 × 0.09 밀리미터로, 육안으로 읽기에는 너무 작다. 매우 얇은 필름에 흰색 페인트를 붙여 만든 페이지는 아주 작은 링 바인더에 매달려 있어 넘길 수 있다. 전체 구조는 양귀비 씨앗의 수평 조각 위에 놓여 있다."

### 부적, 탈리스만, 호신부
2007년, 고고학자들은 링컨셔 주 에워비의 한 영국 시골집 굴뚝 구멍에 숨겨진 아이 신발 속에서 초소형 성경(데이비드 브라이스와 아들, 1901)을 발견했다. 신발은 14세기 초부터 "영혼을 가두는 덫"으로 알려진 마법 방지 장치로 그러한 장소에 놓였다.

## 초소형 출판, 인쇄 및 제본
초소형 책을 제작하려면 책 생산의 모든 측면에서 뛰어난 기술이 필요하다. 왜냐하면 제본, 페이지, 활자, 삽화, 주제 등 모든 요소가 새로운 문제들을 염두에 두고 접근해야 하기 때문이다. 예를 들어, 초소형 책의 페이지는 더 큰 책처럼 쉽게 펼쳐지지 않는다. 페이지가 충분히 무겁지 않기 때문이다. 제본에는 아주 얇은 재료가 필요하며, 읽기 쉽고 아름다운 활자를 만드는 데는 뛰어난 기술이 필요하다. 많은 인쇄업자들이 자신의 기술적 한계를 시험하거나 기술을 과시하기 위해 초소형 책을 제작했다. 많은 책들이 한때 "세계에서 가장 작은 책"이라는 coveted 타이틀을 주장했지만, 이제 그 타이틀은 나노 인쇄 실험에 의해 차지되고 있다.

### 출판사
- 굿 북 프레스, 캘리포니아 산타크루즈

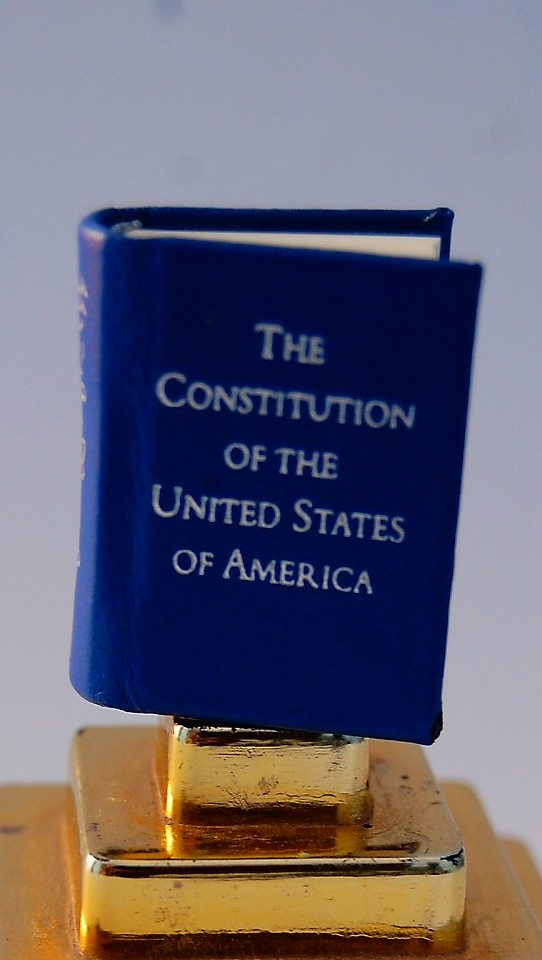
미국 헌법의 초소형 버전

- 도슨스 북 샵, 캘리포니아 로스앤젤레스
- 영화배우 글로리아 스튜어트는 유명 인쇄업자들과 협력하여 수많은 초소형 책을 출판했다.
- 세계에서 가장 작은 책들, 페루
- 미니북스, 독일 초소형 책 출판사
- 아킬 스티옹

#### 상업 출판사
- 데이비드 브라이스와 아들, 가장 많은 초소형 책 제작사 중 하나. 그들은 40개 이상의 제목을 출판했으며,[24] 세계에서 가장 작은 영어 사전도 포함된다.[25]
- 하퍼콜린스, 콜린스 젬 북스 부서.
- 옥스퍼드 대학교 출판사는 19세기 후반과 20세기 초반에 많은 초소형 종교 서적과 아동 서적을 출판했다.
- 러닝 프레스, 서점 계산대에서 충동구매용으로 판매되는 초소형 책으로 유명하다.
- 산리오, 1960년대 후반과 1970년대 초반부터 헬로키티, 리틀 트윈 스타즈 등 라인에서 작은 빈 책으로 유명하다.

### 제본업자
- 상고르스키 & 서트클리프
- 얀 소보타

### 예술가, 디자이너, 조판사 및 일러스트레이터
- 마거릿 힉스

## 컬렉션

### 도서관 소장품
- 미국에서 가장 큰 초소형 책 컬렉션은 인디애나 대학교 블루밍턴의 릴리 도서관에 소장되어 있다. 수집가 루스 E. 아도메이트가 기증한 이 컬렉션은 16,000개 이상의 품목을 보유하고 있다.
- 두 번째로 큰 컬렉션은 버지니아 대학교의 앨버트와 셜리 스몰 특별 컬렉션 도서관에 있는 맥기희 초소형 책 컬렉션으로, 15,000개 이상의 품목을 보유하고 있다. 이 컬렉션은 미니어처 북 소사이어티의 창립 회원인 수집가 캐롤라인 야날 맥기희 린데만 브란트가 기증했다.
- 줄리안 에디슨 초소형 책 컬렉션은 2019년에 하버드 대학교의 호턴 도서관에 기증되었으며, 현재 분류 중이어서 정확한 규모는 알려지지 않았지만, 15,000~20,000권으로 추정된다.
- 2020년, 요제프 타리는 5,700권의 초소형 책 컬렉션을 헝가리 포페의 요카이 모르 시립 도서관에 기증했다.
- 아이오와 대학교 특별 컬렉션 및 대학 아카이브는 수집가 샬럿 M. 스미스가 기증한 4,000권의 초소형 책 컬렉션을 소장하고 있으며, 이를 텀블러에서 소개하고 있다.
- 미국 의회도서관 초소형 책 컬렉션은 높이가 10센티미터 이하인 1,596권의 책으로 구성되어 있다. 미국 의회도서관은 19세기 판본을 포함하여 초소형 컬렉션에서 디지털화된 자료를 제공한다.[26]
- 럿거스 대학교 도서관은 올든 제이콥스 컬렉션에 약 1,500권의 책을 소장하고 있다.[27]
- 워싱턴 대학교 세인트루이스는 줄리안과 호프 에디슨이 기증한 상당한 컬렉션을 소장하고 있으며, 일부는 영구 전시 공간에 전시되어 있다.[28]
- 텍사스 덴턴에 있는 노스 텍사스 대학교 도서관에서 가장 많이 방문하는 컬렉션 중 하나는 약 3,000점의 초소형 책 컬렉션이다. 컬렉션에 있는 몇몇 품목은 한때 세계에서 가장 작다고 여겨지기도 했다.[29]
- 몬트리올의 유대인 공공 도서관은 헝가리 홀로코스트 생존자 릴리 토스(1925–2021)가 기증한 1,119권의 책 컬렉션인 릴리 토스 초소형 책 컬렉션을 소장하고 있다.[30][31]

### 박물관 소장품
- 아르메니아 마테나다란은 사본 및 두루마리—조각을 포함하여 총 약 23,000개를 소장하고 있다.
- 모건 라이브러리 & 뮤지엄은 8,000권 이상의 초소형 책을 소장하고 있다.
- 그레이트브리튼섬 윈저성의 메리 여왕의 인형의 집에는 1920년대에 1:12 축척으로 특별히 제작된 200권의 초소형 도서관이 있다.[32] 참고 서적, 성경, 쿠란과 함께 이 도서관에는 아서 코난 도일, 토머스 하디, 비타 새크빌-웨스트와 같은 당시 저명한 작가들의 작품—일부는 이 컬렉션을 위해 특별히 쓰인—이 포함되어 있다.[33] 이 책들은 상고르스키 & 서트클리프에 의해 제본되었으며, E. H. 셰퍼드가 삽화를 그린 초소형 책 서표가 포함되어 있다.[34]
- 아제르바이잔의 바쿠 초소형 책 박물관은 초소형 책만을 전문으로 하는 유일한 박물관이다.
- 헤이그의 메어만노 박물관에는 영구 전시 중인 중요한 초소형 컬렉션이 있다.[35]

### 개인 소장품
초소형 책을 수집한 저명한 역사적 인물로는 프랭클린 D. 루스벨트 대통령과 소매업자 스탠리 마커스가 있다.

## 같이 보기
- 미니어처 예술
- LXIXmos 뉴스레터
- 포켓 에디션

## 추가 문헌
- Percy Edwin Spielmann, Catalogue of the Library of Miniature Books Collected by Percy Edwin Spielmann. Together with Some Descriptive Summaries, London, Edward Arnold, 1961.
- Louis W. Bondy, Miniature Books: Their History from the Beginnings to the Present Day, London, Sheppard Press, 1981.
- Doris V. Welsh, History of Miniature Books. Albany, Fort Orange Press, 1987.
- Anne Bromer and Julian Edison, Miniature Books: 4,000 Years of Tiny Treasures (New York: Harry Abrams, 2007).